# ميخائيل كولتر
ميخائيل كولتر (بالإنجليزية: Michael Coulter)‏ هو مصور سينمائي بريطاني، ولد في 29 أغسطس 1952 في غلاسكو في المملكة المتحدة.

## وصلات خارجية
- ميخائيل كولتر على موقع IMDb (الإنجليزية)
- ميخائيل كولتر على موقع ألو سيني (الفرنسية)
- ميخائيل كولتر على موقع أول موفي (الإنجليزية)
- ميخائيل كولتر على موقع قاعدة بيانات الأفلام السويدية (السويدية)
- ميخائيل كولتر على موقع قاعدة بيانات الفيلم (الإنجليزية)
- ميخائيل كولتر على موقع كينوبويسك (الروسية)